# Marcin Plichta
Marcin Plichta z domu Stefański (ur. 26 lipca 1984 w Gdańsku) – polski przedsiębiorca związany z siecią punktów kasowych Multikasa (jako udziałowiec Grupy Finansowo-Handlowej „Nova”), współwłaściciel i prezes Amber Gold (początkowa nazwa: Grupa Inwestycyjna „EX”), pomysłodawca OLT Express; były właściciel zespołu dworsko-pałacowego w Rusocinie.

## Życiorys

### Wczesne lata
Plichta urodził się w 1984 w Gdańsku jako syn zawodowego żołnierza i pocztowej urzędniczki. Nazywał się wówczas Stefański – tak jak rodzice.
Wychował się w bloku w dzielnicy Chełm. Ukończył liceum ekonomiczne przy ul. Seredyńskiego w Gdańsku. W 2002 wygrał konkurs wiedzy ekonomicznej zorganizowany przez Uniwersytet Mikołaja Kopernika w Toruniu. Po zdaniu matury nie podjął jednak studiów, gdyż uznał je za stratę czasu.

### Multikasa i wyroki sądowe
W 2005 został skazany za fałszowanie dokumentów, w 2008 za przywłaszczenie 174 tys. zł (sprawa Multikasy), w 2007 i 2009 za oszustwa bankowe (wyłudzenie kredytów na łączną kwotę ponad 140 tys. zł). Do 2012 otrzymał w sumie 9 wyroków.

### Afera Amber Gold

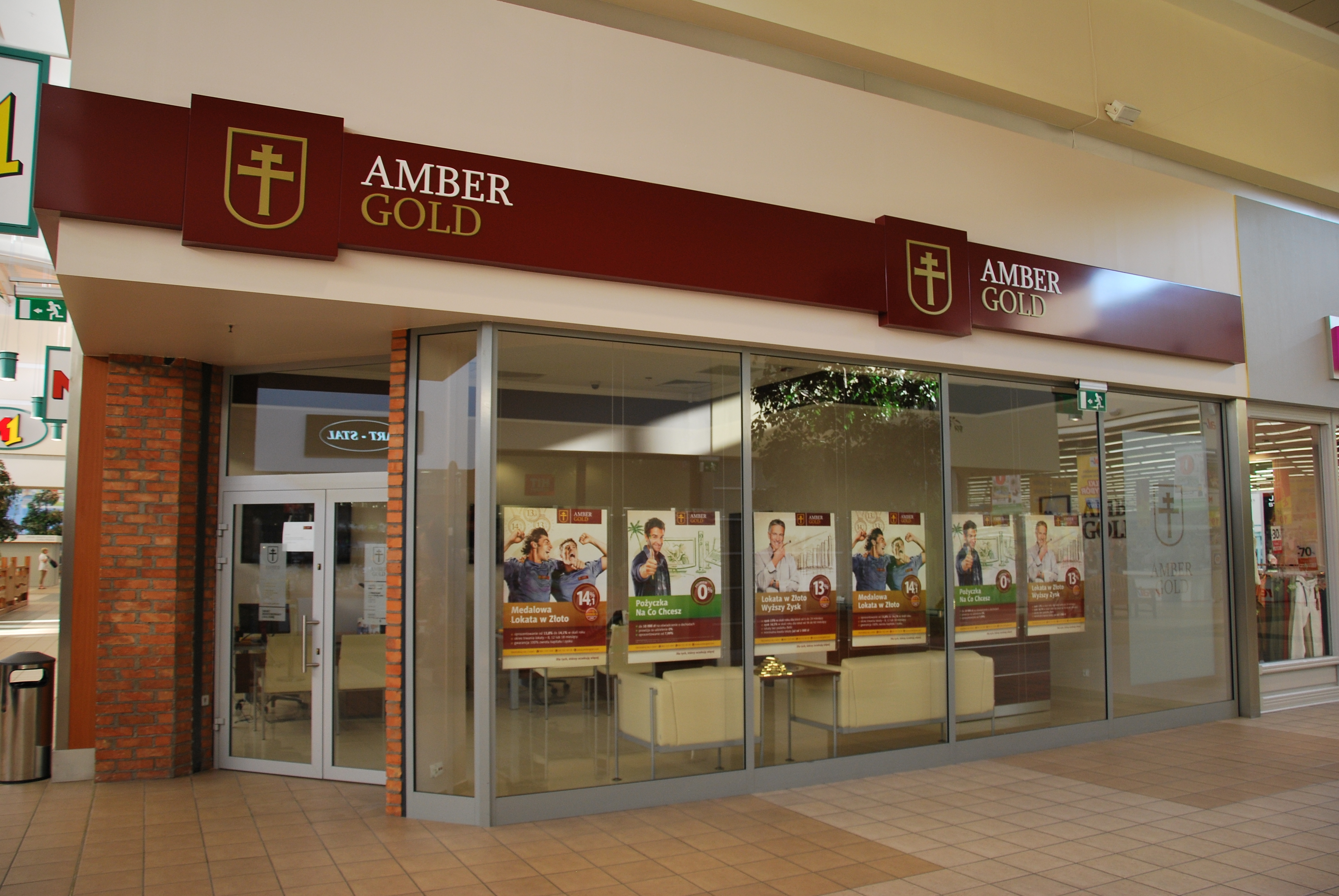
Jedno z biur Amber Gold

W 2012 roku postawiono mu 25 zarzutów, m.in. oszustwa znacznej wartości, poświadczenia nieprawdy w oświadczeniach o podwyższeniu kapitału zakładowego kilku spółek, naruszenie ustawy o rachunkowości oraz Kodeksu spółek handlowych, nieskładanie sprawozdań finansowych spółki, działalność kantorową bez wpisu do rejestru i działalność bankową bez zezwolenia. Żona, Katarzyna Plichta, usłyszała 17 zarzutów. Ostatecznie jednak Marcina Plichtę oskarżono o cztery przestępstwa, a jego żonę Katarzynę Plichtę o dziesięć. 
Po trwającym od 2016 procesie prokuratura zażądała kary 25 lat pozbawienia wolności dla obojga oskarżonych; Sąd Okręgowy w Gdańsku skazał Marcina Plichtę na 15 lat pozbawienia wolności, a jego żonę – na 12,5 roku. Odczytywanie wyroku trwało od 20 maja do 16 października 2019, gdyż sąd musiał w nim zawrzeć nazwiska wszystkich pokrzywdzonych (ponad 18 tysięcy osób).
Zasadnicze przedsięwzięcie Plichty, Amber Gold, oskarżane jest o bazowanie na tak zwanej piramidzie Ponziego. 16 sierpnia 2012 Agencja Bezpieczeństwa Wewnętrznego wkroczyła do przedsiębiorstwa i mieszkania Plichtów,17 sierpnia w Prokuraturze Okręgowej w Gdańsku prezes Amber Gold usłyszał zarzut działalności parabankowej (nielegalnego udzielania kredytów klientom Amber Gold), podrobienia dokumentu w celu wyłudzenia poświadczenia nieprawdy. 30 sierpnia 2012 Sąd Rejonowy Gdańsk-Południe podjął decyzję o aresztowaniu Marcina Plichty na trzy miesiące. Od sierpnia 2012 Marcin Plichta przebywał w areszcie; jego również aresztowana żona zaszła w ciążę z pracownikiem aresztu (oficerem Służby Więziennej).
Marcin Stefański-Plichta planowo ma zakończyć odbywanie kary więzienia 26 sierpnia 2027. 1 października 2024 sąd I instancji oddalił wniosek o przedterminowe zwolnienie. Plichta złożył zażalenie do sądu II instancji.

## Działalność społeczna
Marcin Plichta wsparł finansowo film Andrzeja Wajdy Wałęsa. Człowiek z nadziei. 17 sierpnia 2012 producent filmu Wałęsa. Człowiek z nadziei zakończył współpracę z tą firmą. Plichta wsparł także Miejski Ogród Zoologiczny Wybrzeża w gdańskiej Oliwie, kwotą 1,6 mln zł.